# Lee Baxter
Lee Stuart Baxter (Helsingborg, 17 giugno 1976) è un ex calciatore svedese di origini scozzesi, di ruolo portiere, attualmente preparatore dei portieri dell'IFK Göteborg.

## Biografia
È figlio di Stuart Baxter, allenatore ed ex calciatore scozzese.

## Carriera
Cresciuto tra Svezia, Regno Unito e Norvegia, nel 1992 si trasferisce in Giappone insieme al padre che aveva accettato la panchina del Sanfrecce Hiroshima. Segue il genitore anche nella parentesi al Vissel Kobe, rimanendo nel paese nipponico fino al 1997 senza però scendere in campo.
Lee inizia la stagione 1997-1998 come riserva in Scozia ai Rangers, poi segue il padre Stuart in Svezia all'AIK. Qui gioca le prime partite di campionato, poi cede il posto da titolare a Mattias Asper. Dal 2001 al 2003 è di scena al Malmö FF, dove in tre stagioni colleziona complessivamente altre 17 presenze in Allsvenskan. Nel 2003 gioca una partita anche nella First Division inglese con lo Sheffield United.
Nel 2004 viene firmato dall'IFK Göteborg senza però giocare, a stagione in corso viene prestato in seconda serie al Bodens BK. Resta in panchina anche l'anno seguente al Malmö FF. Nel biennio 2006-2007 difende la porta del Landskrona BoIS, ma nel corso della seconda stagione è fermato da un serio problema al tendine d'Achille.
Complice l'infortunio decide di dedicarsi all'attività di allenatore dei portieri, tornando all'AIK nelle vesti di preparatore, ricoprendo comunque il ruolo di terzo portiere anche negli anni a seguire. Il 25 maggio 2010 ha giocato una partita di Coppa di Svezia (Öster-AIK 1-3 dopo i tempi supplementari).
Dopo 7 anni e mezzo da preparatore dei portieri dell'AIK, nel 2015 inizia a svolgere lo stesso ruolo al seguito del padre Stuart, chiamato questa volta alla guida del club turco del Gençlerbirliği. Lee segue il padre anche nella sua successiva parentesi, in Sudafrica al SuperSport United.
Nel giugno 2016 diventa il nuovo preparatore dei portieri dei danesi dell'Aarhus, incarico che mantiene fino al gennaio 2018 quando lascia la Danimarca per motivi familiari.
Torna così in Sudafrica per lavorare con il Kaizer Chiefs restandovi per oltre quattro anni, dal febbraio 2018 fino al giugno 2022.
Prima dell'inizio della stagione 2023 viene stato annunciato che Baxter sarebbe tornato all'IFK Göteborg, squadra di cui aveva già fatto parte nel 2004 quando era ancora un calciatore.

## Palmarès

### Giocatore

#### Competizioni nazionali
- Campionato svedese: 2

AIK: 1998, 2009
- Coppa di Svezia: 1

AIK: 1998-1999
- Supercoppa di Svezia: 1

AIK: 2010